# Area archeologica di Tindari
L'area archeologica di Tindari si trova nel comune di Patti in Sicilia. Località storicamente nota anche coi nomi di Tindario, Tindarida, Tindaride.

## Storia

### Età del Bronzo
Nel 1950 e nel 1952 vennero rinvenuti, sotto un’insula romana, i resti di un insediamento preistorico, risalente alla prima età del Bronzo. Questi reperti, consistenti in dei focolari, hanno permesso l’identificazione della facies culturale di Rodì-Tindari-Vallelunga.
Il vasellame rinvenuto dagli scavi era pertinente all’ambito alimentare, esso era diviso in vasi più piccoli e fini per porgere e consumare le pietanze, ed altri più grandi e spessi per conservarli. Venivano modellati a mano in impasto e lucidati o lisciati di colore nero o bruno. Tra i reperti si annoverano anche corni fittili, tipici dell’Eneolitico, e rondelle dedicate al computo.
Gli abitanti dell’insediamento intrattenevano rapporti con gli abitanti delle isole Eolie detti genti di Capo Graziano, come dimostrato dai reperti decorati a motivi lineari ed a zig-zag, rinvenuti a Tindari.
È difficoltoso individuare la cultura di Rodi-Tindari in un determinato lasso temporale, ma è più probabile si collochi nell’età del bronzo antico, tra il XX ed il XVII secolo a.C. Inoltre, gli studi di Luigi Bernabò Brea e Madeleine Cavalier, hanno fatto ipotizzare che la successiva cultura di Thapsos-Milazzese, collocata nell’età del bronzo medio, tra XVI e XIII secolo a.C., si sia originata proprio da quella di Tindari.

### Epoca classica

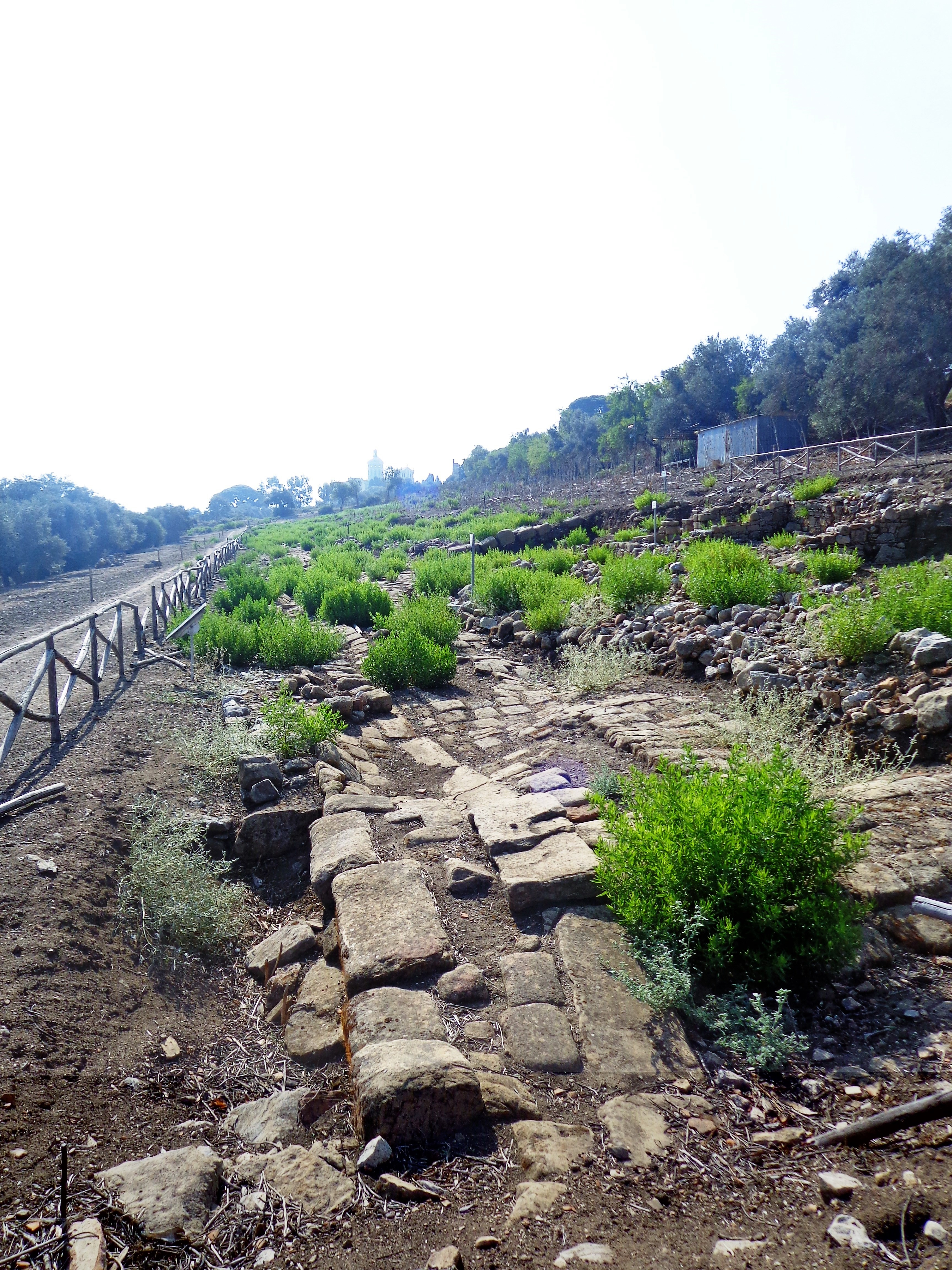
Decumano sull'asse
W - E, santuario sullo sfondo.

Colonia fondata da Dionisio I, tiranno di Siracusa nel 396 a. C. circa, in una porzione del territorio di Abaceno, città a sua volta alleata dei cartaginesi, sul promontorio inserito nel golfo di Patti nel tratto di costa sul mar Tirreno prospiciente l'arcipelago delle Eolie, compreso tra Capo Calavà e la penisola di Mylae. Rade, calette, insenature ai piedi degli strapiombi costituiscono ripari naturali per le imbarcazioni, dall'antichità è praticata la pesca dei tonni che nelle acque antistanti percorrono le tratte migratorie. Località d'approdo e sede dei primitivi stabilimenti stagionali per la trasformazione e commercializzazione del pescato.
Il nucleo abitativo occupava la parte pianeggiante del rilievo sulla direttrice est - ovest esposta a settentrione, lievemente digradante verso Patti. Le rocche, cinte a sud dalla catena dei Peloritani e dai primi rilievi dei Nebrodi, costituivano avamposto e caposaldo strategico protetto da coste scoscese su larghi orizzonti ove insediare Locresi, Messeni e Medmei, mercenari greci al servizio di Aristotile. Lo stanziamento con la concessione del territorio avvenne a titolo di risarcimento per la mancata corresponsione dell'ingaggio e l'allontanamento forzato di Aristotile. I nuovi coloni erano particolarmente devoti ai Dioscuri, Castore e Polluce, secondo la leggenda figli di Giove e di Leda, già moglie di Tindaro re di Sparta. Popolazioni altrimenti note come Tìndaridi, da qui la denominazione della colonia in Tìndaride e della città chiamata Tindari (Τύνδαρις, Týndaris). I Dioscuri furono eletti protettori della città, come attestano le riproduzioni raffigurate su monete rinvenute durante gli scavi.
(Silio Italico XIV libro)
Il tiranno siracusano contrastato sul fronte meridionale dell'isola da Annibale Magone, ebbe nuovamente il sopravvento in seguito alla morte per peste di quest'ultimo, circostanza che impedì di fatto alla neonata colonia d'affrancarsi dall'egemonia di Dionisio I. La popolazione nel 344 a. C. affiancò la spedizione di Timoleonte, condottiero di Corinto, chiamato a restaurare la democrazia a Siracusa, travagliata dalla tirannide di Dionisio II, da gravi perturbazioni politiche interne e dalla minaccia cartaginese. Dalla vittoria di Timoleonte, Tindari godette di circa 60 anni di pace, durante i quali si ingrandì e si arricchì di bellissimi monumenti e templi.
Un nuovo pericolo per la neonata colonia derivò dalla presenza dei Mamertini, mercenari campani già alleati dei siracusani che, per la mancata corresponsione del compenso, si impossessano della città di Messina minacciando l'equilibrio geopolitico della costa settentrionale e della stessa Siracusa. Gerone II ritiratosi in patria, ricostituì un esercito di siracusani. Tyndaris, Abakainon, Ameselon e Tauromenion si dichiararono in favore di Siracusa. Con tali appoggi, Gerone avanzò fino al torrente Longano, combattendo nel 269 a. C. la Battaglia del Longano nei pressi dell'odierna Barcellona Pozzo di Gotto, ove annientò il contingente dei mamertini e catturò il loro comandante Cio o Cione, conquistando in breve tempo Mylae e Alaisa.
Su fronti contrapposti: Roma contro Cartagine, siracusani contro mamertini sostenuti dall'appoggio di Pirro, si delineano i pròdromi della prima guerra punica.
Risalgono a questo periodo il primo nucleo di case greche d'età timoleontea sulle quali si sono sviluppate le grandi domus d'epoca romana in prossimità della Basilica. Dotata di una imponente cinta muraria costruita al tempo di Dionisio, primitive fortificazioni rafforzate in seguito da una doppia cinta in pietra squadrata. Tali mura si incontrano lungo la salita meridionale che conduce alla sommità di capo Tindari, lungo il percorso si stagliano gli imponenti baluardi.

### Epoca romana classica

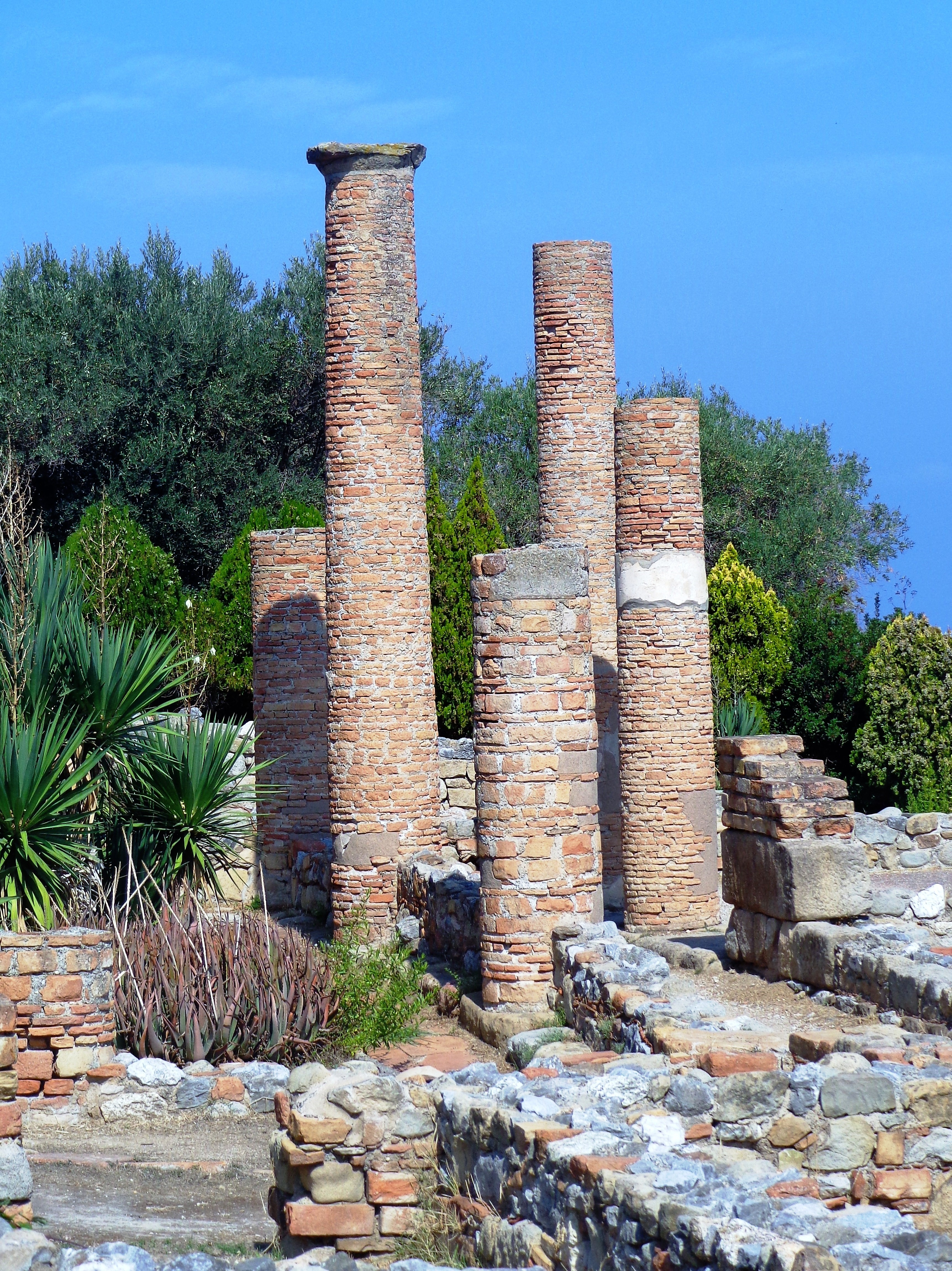
Peristilio, domus.

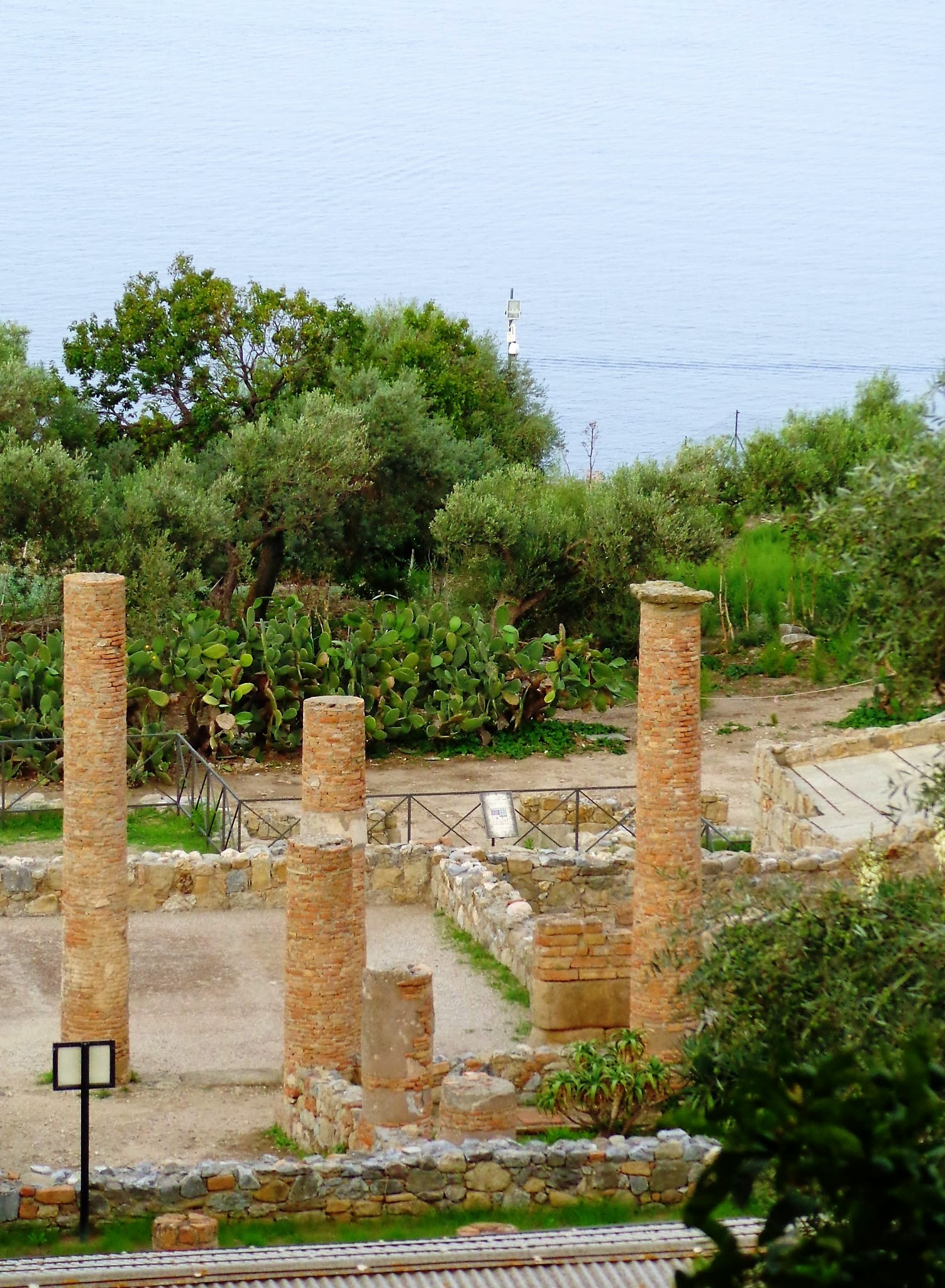
Peristilio, domus.

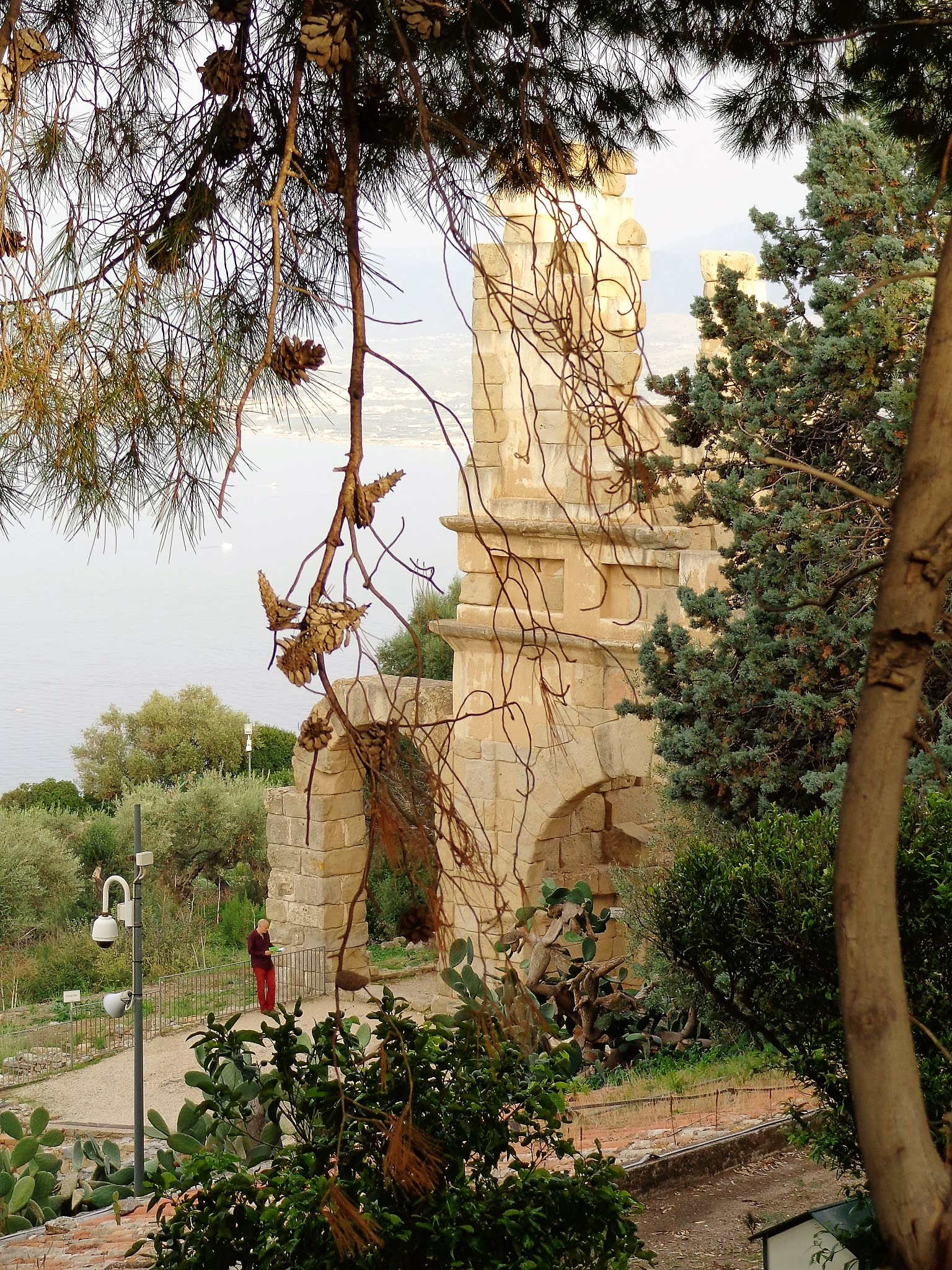
Ginnasio - Basilica.

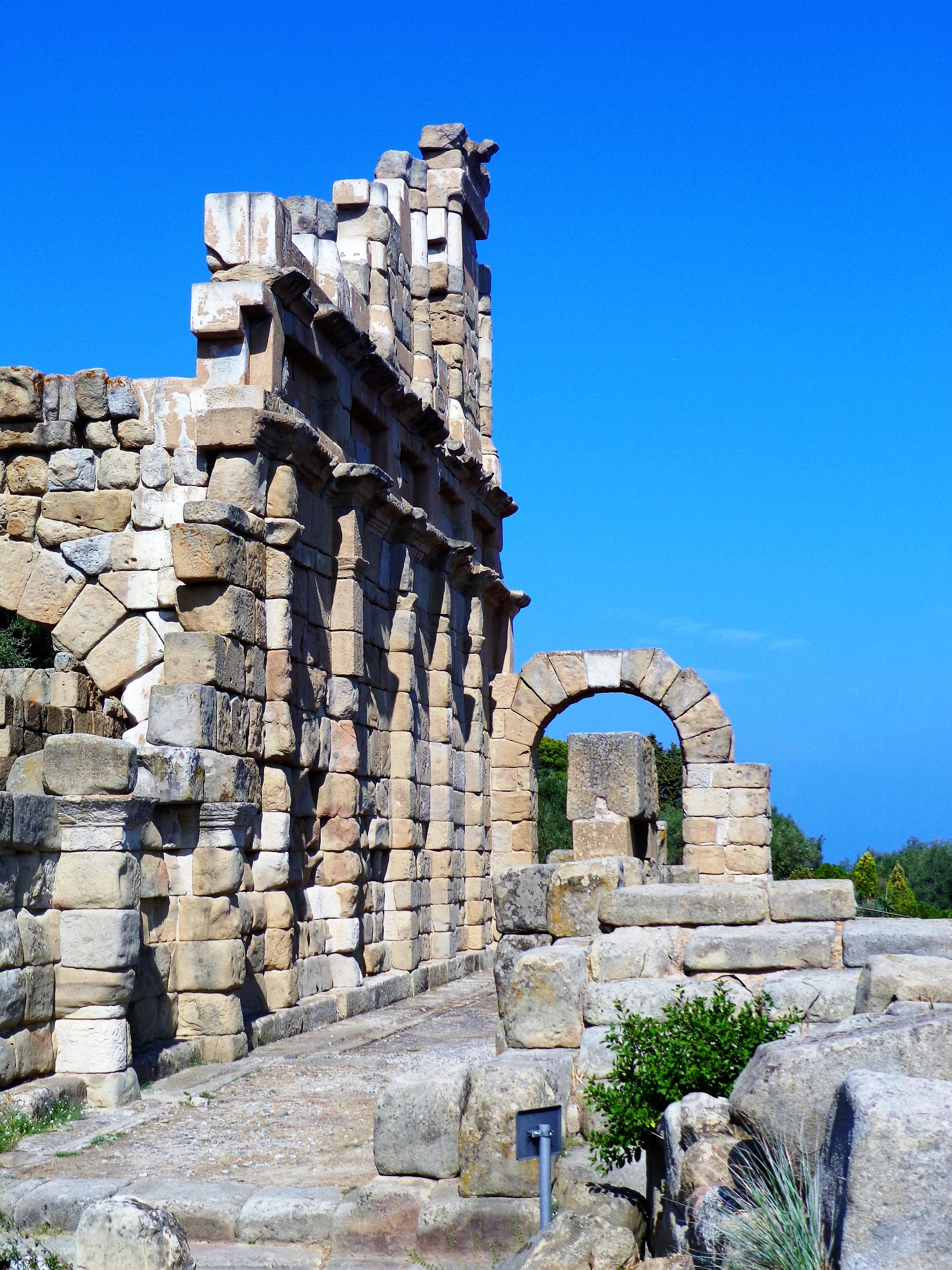
Ginnasio - Basilica.

#### Prima guerra punica
Alleata dei siracusani, fu temporaneamente presidio cartaginese. Sospettando del favore popolare verso i Romani, i suoi più nobili cittadini furono trasferiti quali ostaggi a Lilibeo. 
- 260 a.C. - Il primo scontro navale nella battaglia delle Isole Lipari fu disastroso per Roma, causa l'imperizia del console Gneo Cornelio Scipione Asina. L'altro console, Gaio Duilio, vinse la battaglia di Milazzo con l'aiuto determinante dei "corvi" installati sulle imbarcazioni.
- 257 a.C. - Battaglia navale di Tindaride, serie di scontri combattuti nelle acque comprese tra Tindari e le Eolie, segnati dalla vittoria della flotta romana al comando di Marco Attilio Regolo. Roma decise di riprendere la politica aggressiva di Agatocle approntando una flotta di 230 navi quinqueremi, al termine degli scontri, i cartaginesi di Amilcare sconfitti, ripararono a Lipari.[6]

Con l'occupazione di Palermo nel 254 a.C., molte località passarono spontaneamente ai Romani come truppe alleate, Tyndaris nella fattispecie divenne "civitas decumana", manifestando acerrima inimicizia nei confronti di Cartagine.

#### Seconda guerra punica
Partecipa alla spedizione contro Cartagine avvenuta dal 218 al 202 a.C. determinata dall'invasione della penisola italiana da parte di Annibale.
- 204 a.C. - Scipione l'Africano in segno di riconoscenza per la fedeltà e la lealtà dei tindaritani per una fornitura di uomini e navi, dona alla città una superba statua aurea raffigurante Mercurio da collocare, come monito alle future generazioni, nel Ginnasio.

Nella lunga catena di eventi che in Sicilia annovera l'assedio di Agrigento, l'assedio di Siracusa e il saccheggio di numerose città, molte opere d'arte, compresa la statua di Mercurio, sono trafugate come bottino di guerra.

#### Terza guerra punica
Nella Battaglia di Cartagine del 146 a.C., i Tindaritani si schierano a fianco di Scipione Emiliano. Col suicidio di Annibale, la cattura di Asdrubale e la distruzione di Cartagine si conclude una pesantissima pagina per vincitori e vinti. La città di Tindari fu premiata con privilegi e donazioni, fra queste appunto, la restituzione della statua di Mercurio, che fu ricollocata nell'antica sede del Ginnasio.
Durante le guerre civili svoltesi dal 42 al 36 a.C., Tindari divenne caposaldo dei pompeiani con a capo Sesto Pompeo mentre Gaio Giulio Cesare Ottaviano Augusto era accampato nei dintorni alla guida di un esercito di 21 legioni e 25.000 cavalieri. Marco Vipsanio Agrippa tentò un primo attacco via mare, ma risultò fallimentare. Dopo alcuni assalti di guerriglia, volti ad infastidire il nemico, Sesto Pompeo abbandonò Tyndaris dopo averla saccheggiata, Ottaviano poté conquistarla nel 36 a.C. Lo storico Cassio Dione ricorda che Marco Vipsanio Agrippa, dopo aver concluso positivamente la Battaglia di Nauloco, ottenne il controllo di Mylae e poi di Tyndaris.
Trasformata in colonia imperiale, fu registrata nelle epigrafi quale Colonia Augusta Tyndaritanorum.

### Epoca imperiale
Con Gaio Giulio Cesare Ottaviano Augusto diviene Civitas decumana soggetta al pagamento annuale delle decime sui prodotti agricoli.
Nell'anno 17 d.C. la città fu interessata da una enorme frana con crolli derivanti, verosimilmente provocata da un evento tellurico locale che provocò lo scivolamento in mare di una porzione d'area ubicata nella parte nord orientale dell'abitato. Sempre Plinio il Vecchio, dall'anno 23 al 79 d.C., elenca in Sicilia 63 città importanti, fra le quali evidenzia la prosperità di Siracusa, Catania, Taormina, Tindari e Messina, tutte colonie romane.
Nel corso del I secolo per effetto del momentaneo riassetto economico la situazione riprese a migliorare, si edificarono nuove case e si modificò il teatro greco in anfiteatro.

#### Templi e monumenti
Tutti i culti di divinità pagane e i relativi templi sono documentati dai ritrovamenti di reperti numismatici, iscrizioni, statue:
- Tempio di Zeus o Giove documentato su monte Giove e testimoniato dalle monete e dal basamento della costruzione;[14]
- Tempio di Libitina protettrice delle tombe, dei riti e del culto dei morti;
- Tempio di Poseidone o Nettuno;
- Tempio di Venere Ericina dedicato a Venere Ericina;
- Tempio di Cibele, verosimilmente localizzato nell'area dell'odierno santuario di Tindari.

Altresì noti il culti dei Dioscuri con Càstore e Pollùce, di Apollo, Atena, Asclepio, Demetra o Cerere, Kore o Persefone, di Mercurio praticato nel Ginnasio.
Principali poli monumentali:
- Cinta di mura dionigiane.
- Acropoli sacra localizzata nell'area dell'odierno santuario di Tindari.
- Agorà - foro di Tyndaris e palazzo Senatorio.
- Ginnasio, basilica in epoca romana con propylion.
- Terme e domus imperiali.
- Teatro.

Il decumano principale collegava le aree più importanti. Il decumano settentrionale attraversava la zona commerciale adibita a tabernae, magazzini e abitazioni per il ceto medio fino alla terrazza occidentale dell'asty nella contrada Cercadenari con la Rocca Femmina a sud - ovest. Un approdo portuale è documentato in contrada Panicastro.

### Epoca bizantina

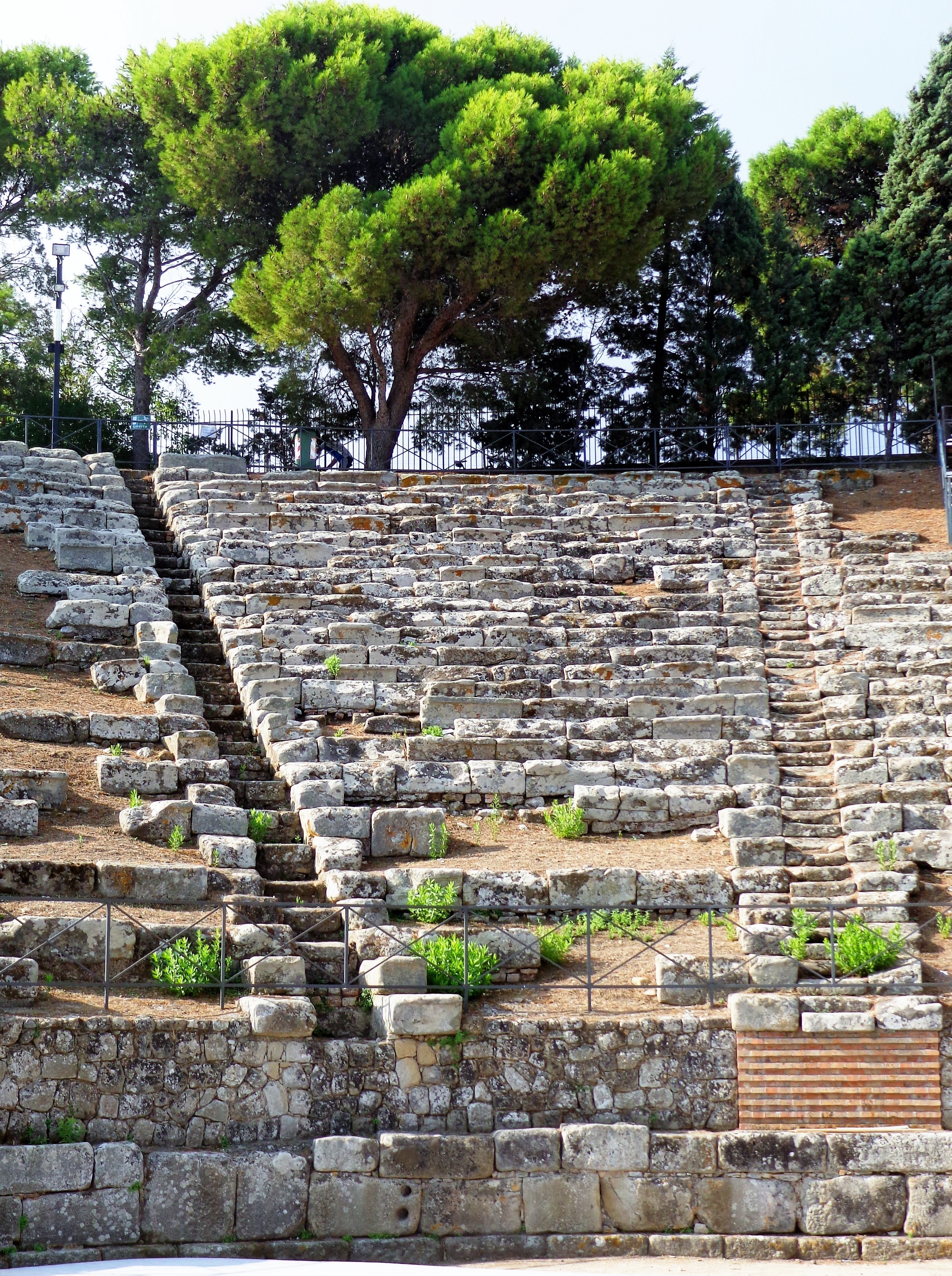
Settore gradinate teatro.

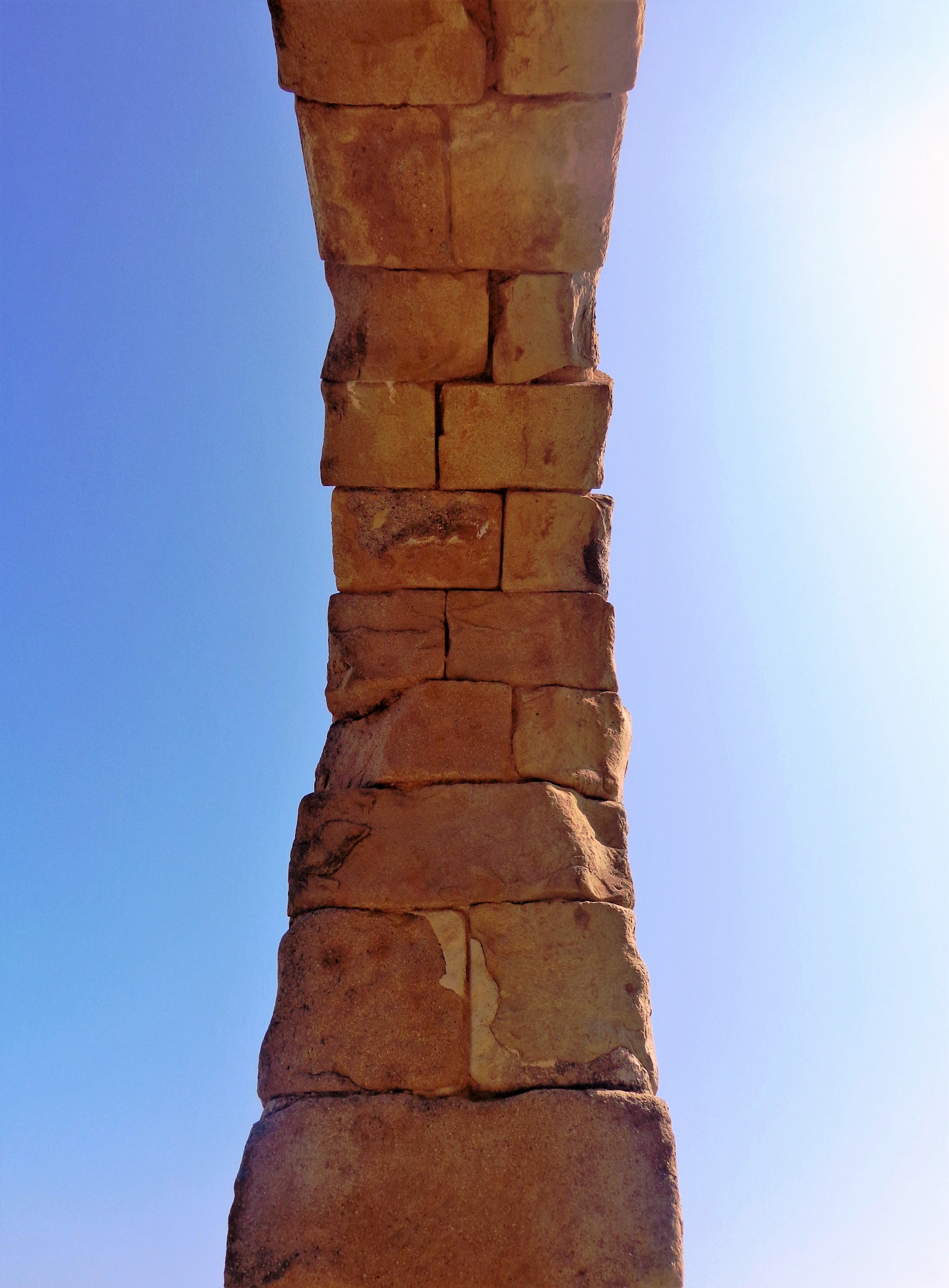
Arco.

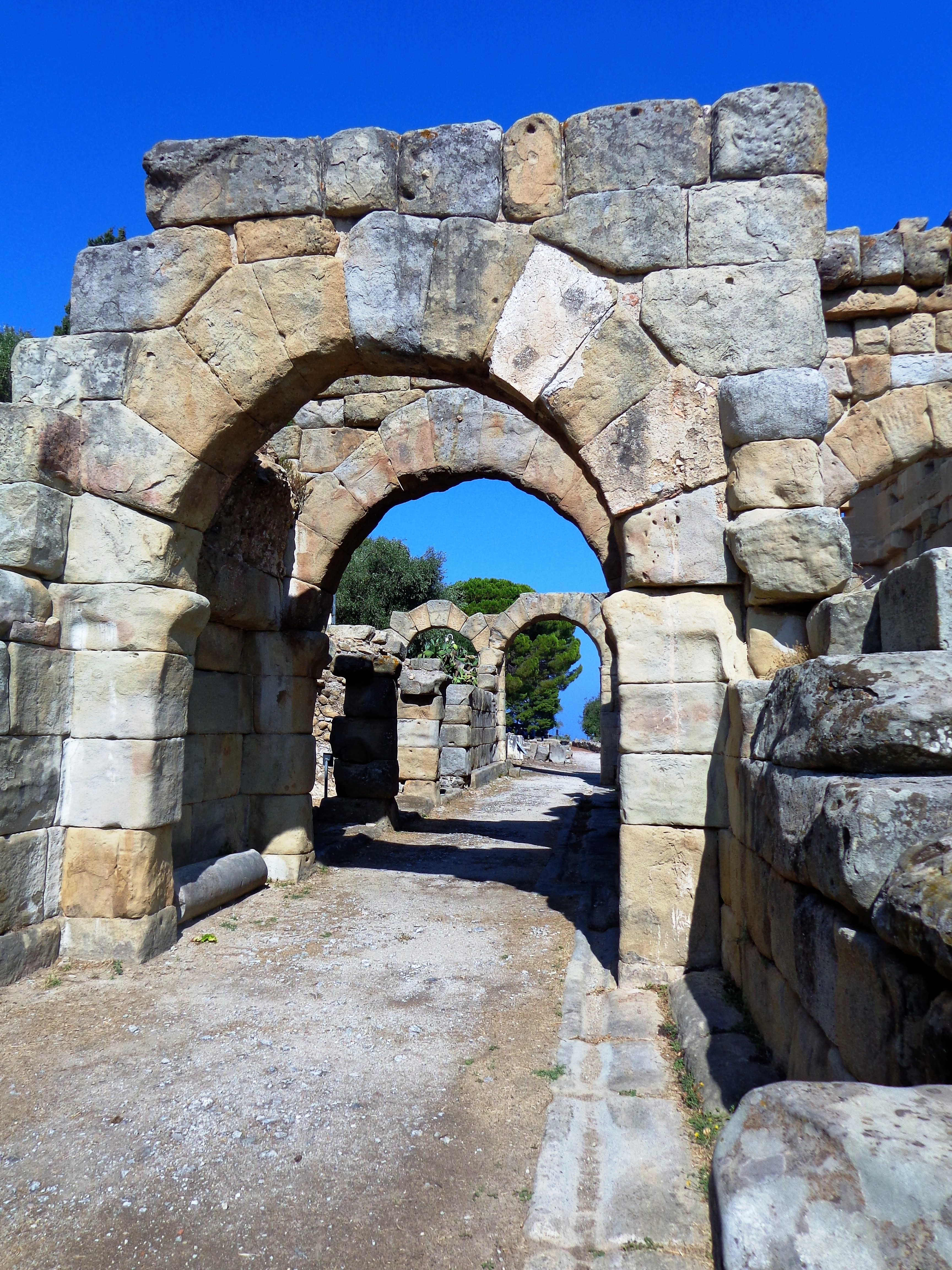
Gimnasium.

I terremoti del 365 e 374 segnarono il definitivo declino di Tindari e con essi il tramonto dell'epoca imperiale. Le fonti storiche riconducono a un evento sismico, tra quelli documentati in quel periodo, in particolare il terremoto di Creta del 365 descritto dallo storico romano Ammiano Marcellino, evento comune alla parziale demolizione delle vicine Villa romana di San Biagio e Villa di Patti.
Il 440 segna la fine del dominio romano con la spedizione del sovrano vandalo Genserico.
Nell'ultimo decennio del VI secolo, la corrispondenza personale di papa Gregorio I fa riferimento a due vescovi: Eutichio e Benenato, che assieme ai due alti prelati Severino e Teodoro, costituiscono la cronotassi della primitiva diocesi di Tindari. Lo stesso pontefice elenca nelle sue missive l'elenco dei suoi proprietari terrieri.

### Epoca arabo - normanna
Nell'anno 886 Teodoro metropolita siracusano documenta la celeberrima Diva Virgo in Castello Tindaritano, pertanto è verosimile l'esistenza di una fortificazione adibita a luogo di culto edificata e inglobata su preesistente tempio pagano.
Fu distrutta da al Fadl ibn Ya' qûb nell'836 costringendo i pochi abitanti ad emigrare in altri siti, compresa la vicinissima Patti, ormai fortificata.
Muhammad al-Idrisi, erudito al servizio del sovrano Ruggero II di Sicilia, nell'opera Il libro di Ruggero descrive le rovine e le amene località circostanti (Furnari, Oliveri e Patti). Dopo la riconquista normanna e il processo di ri-cristianizzazione, con occhio critico e dettagliato elenca i luoghi di culto cristiani più importanti e il ricco contesto politico sociale in cui essi sono inseriti.

### Epoca aragonese - spagnola
Ancora in piedi al tempo di re Federico III di Sicilia, la città si avviò verso un lento e inesorabile declino.
Nella seconda metà del XVI secolo il viceré di Sicilia Juan de Vega provvedette alla creazione di un efficiente sistema di avvistamento costiero affidando l'incarico al cartografo Filippo Cluverio, agli ingegneri militari Antonio Ferramolino, Tiburzio Spannocchi, Camillo Camilliani e Francesco Negro.
Al tempo della ricognizione dell'archeologo, storico e teologo Tommaso Fazello, il primo a documentare i resti archeologici, il sito si presentava in rovina ad eccezione della chiesa di Santa Maria da Tindáro edificata sulla rocca più elevata del territorio. L'area fu immediatamente visitata e documentata dal messinese Francesco Maurolico.
Nel 1576, il numismatico e archeologo Umberto Goltzio diede alle stampe una pubblicazione sulla monetazione tindaritane, mentre Filippo Paruta compose una pubblicazione sulle medaglie.

### Epoca borbonica
Nell'epoca contrassegnata dai Grand Tour dei colti viaggiatori europei, Tindari costituisce con Lipari e Taormina una delle mete più ambite della provincia e della costa nord - orientale. In particolare la riscoperta di opere facilmente trasferibili, manufatti ancora affioranti sulla spiaggia fra cumuli della primitiva frana, stuzzica gli appetiti di studiosi, collezionisti e contrabbandieri di reperti archeologici.
Nel pieno delle campagne esplorative del 1778 il principe di Biscari, Ignazio Paternò Castello è nominato Regio Custode delle Antichità del Val Demone e Val di Noto. Per converso, nella Val di Mazara il compito è affidato a Gabriele Lancillotto Castello, principe di Torremuzza e marchese di Motta d'Affermo. Entrambi furono coadiuvati dall'architetto Carlo Chenchi e da Luigi Mayer, quest'ultimo realizzò molte vedute esposte nelle raccolte del Museo civico al Castello Ursino di Catania. Giovanni Francesco Paternò Castello subentrò al padre nella direzione dei beni archeologici.
- 1776, Jean-Pierre Houël fornisce la prima dettagliata descrizione delle vestigia nel suo libro ove elenca le collezioni di antichità mostrategli dal barone Domenico Sciacca della Scala, deputato parlamentare, proprietario dei terreni ove sono stati effettuati molti ritrovamenti. La raccolta, oggi dispersa, è documentata presso il castello della Scala di Patti.[18]
- 1781, Il Principe di Biscari segnalava una statua nello stesso castello.
- 1808, Il console irlandese Robert Fagan intraprese la prima campagna di scavi.

La corrispondenza fra Enrico Pirajno di Mandralisca e George Otto Karl von Estorff custodita presso il museo di Cefalù, attesta notizie di scavi e compravendite antiquarie a Tindari. L'abate Francesco Ferrara, storico e scienziato, direttore della antichità elenca alcune opere in "Memoria sulla antica e distrutta città di Tindari" edito nel 1814.

## Cinta di mura dionigiane
Alla prima cinta di mura dionigiane del IV secolo a.C., furono affiancate le più solide mura romane in blocchi quadrati provviste di canali di drenaggio e postierle.
La fortificazione a doppia cortina di blocchi in arenaria a disposizione isodoma, con torri quadrangolari e grande porta a tenaglia (Porta dell'Urbe) nel settore sud - occidentale: fu impiantata all'inizio del III secolo a.C. al di sopra del primo apparato difensivo risalente alla fondazione della città.

## Acropoli
- Ovest, località Cercadenari. Propylon monumentale, sboccava nell'agorà porticata. Monumento funerario.
- Est. Nella zona più elevata, oggi occupata dal santuario di Tindari[17] doveva trovarsi l'acropoli sacra della città sorta verosimilmente sui basamenti del tempio di Cibele. Roccia San Filippo e Roccia Lojacono.

## Castrumimperiale

### Decumanus centrale
Strada imperiale e decumani paralleli sull'asse est - ovest intersecati da cardines nord - sud, apparato viario provvisto di sistema fognario e canalizzazioni per il rifornimento idrico. Il reticolo definiva gli isolati delle insule. Il castrum costituito da edifici, domus private e costruzioni pubbliche, con una disposizione a terrazze. Sul decumano lato mare si affacciavano le tabernae, i magazzini e le abitazioni del ceto medio.
A monte del decumano principale, adagiato sul fianco di una collina, è scavato il teatro. Dall'agorà, lungo il fianco dell'acropoli si snodava la strada che con ampia curva giungeva all'unica porta ove sorgeva una necropoli.

## Ginnasio o Basilica
Il Ginnasio, noto come “Basilica” in epoca romana, è un edificio eretto in età tardo imperiale, a tre piani, dei quali, resta solo parte di quello inferiore. Si tratta di una ampia navata ad arcate ove è documentata l'attività del ginnasiarca Democrito.
La galleria è accessibile solo ai due estremi, fiancheggiata ai lati da due strade a cielo aperto che avevano sbocco sull'agorà attraverso le aperture che facevano corpo con la facciata. La basilica ospitava la statua aurea di Mercurio, adiacente ad essa il monumento equestre di Marco Claudio Marcello (al quale Verre fece legare il magistrato Sopatro nudo per la fustigazione), la statua con base marmorea raffigurante Verre. Quest'ultima fu divelta dopo la cacciata del propretore da Tindari e dalla Sicilia.

## Domus imperiali
Le due grandi ville si articolano in grandi ambienti disposti attorno ai rispettivi peristilii a colonne dai capitelli dorici in pietra.
Una presenta un prospetto a due colonne con capitelli fittili in stile corinzio - italico. Entrambe le case, costruite nel I secolo a.C., su precedenti abitazioni di età timoleontea, sono state oggetto di ristrutturazioni e restauri nell'età imperiale, quando ai pavimenti decorati con tasselli di marmo colorato, in opus signinum, tesserine bianche su cocciopesto, e a mosaici policromi, ne vennero sostituiti altri a mosaici figurati in bianco e nero.

## Statua di Mercurio
Statua collocata nel Ginnasio e citata nell'orazione di Cicerone "... l'Africano ti aveva voluto nel ginnasio di Tindari, come protettore e custode della sua gioventù ...".
La statua donata da Scipione l'Africano, sottratta dai Cartaginesi e restituita alla città da Scipione Emiliano per essere ricollocata nella primitiva sede, è oggetto di reiterati bottini di guerra, come del resto numerosi altri capolavori d'arte sparsi nei vari centri dell'isola.
Il propretore Gaio Licinio Verre la fece asportare durante il suo mandato dal 73 al 71 a.C. per adornare la sua dimora a Messina. Il funzionario artefice di innumerevoli ingiustizie, bramoso di potere, avido di possesso, mirò ad accrescere le sue ricchezze personali. Compì concussioni, saccheggi e ruberie, pratiche piuttosto comuni nel periodo, per le quali, accusato di corruzione e illeciti arricchimenti, fu denunciato dai siciliani. Non bastò l'illecito sopruso, come aggravante fece bastonare il magistrato Sopatro che si opponeva all'atto illegale. La popolazione tindaritana reclamò allora direttamente a Roma, chiamando in causa Marco Tullio Cicerone quale difensore pubblico, che pronunciò contro Verre una delle sue orazioni più famose (Verrine), tanto che questi fu costretto, per sentenza del senato a lasciare l'isola e la carica di pretore.
Il console Cicerone, durante la sua visita a Tindari, effettuata per indagare sulle malefatte di Verre, giudicò la città così prospera e bella che le diede l'appellativo di "nobilissima civitas".

## Tempio di Venere Ericina
Al termine delle guerre puniche Tindari è fra le 17 città siciliane alleate e fedeli a Roma autorizzate a portare una corona a Venere Ericina.
Erice figlio di Bute, uno degli argonauti di Giasone, e di Afrodite, fondò la città di Erice e in essa edificò un tempio dedicato alla madre. Il culto della Venere ericina, praticato dai marinai di passaggio, la cui devozione era fondata sulle bellissime ierodule, giovani prostitute sacre alla dea dispensatrice di voluttà. Infatti nella elima Erice, ancora prima che i Fenici innalzassero un tempio ad Astarte, era noto il culto ed il tempio dedicato a Venere Ericina, altrimenti noto come il luogo della dea dell'amore. La fama e la ricchezza della colonia ericina crebbero in funzione della diffusione del culto praticato a Roma ed esteso in molte colonie dell'impero.

## Museo - Antiquarium

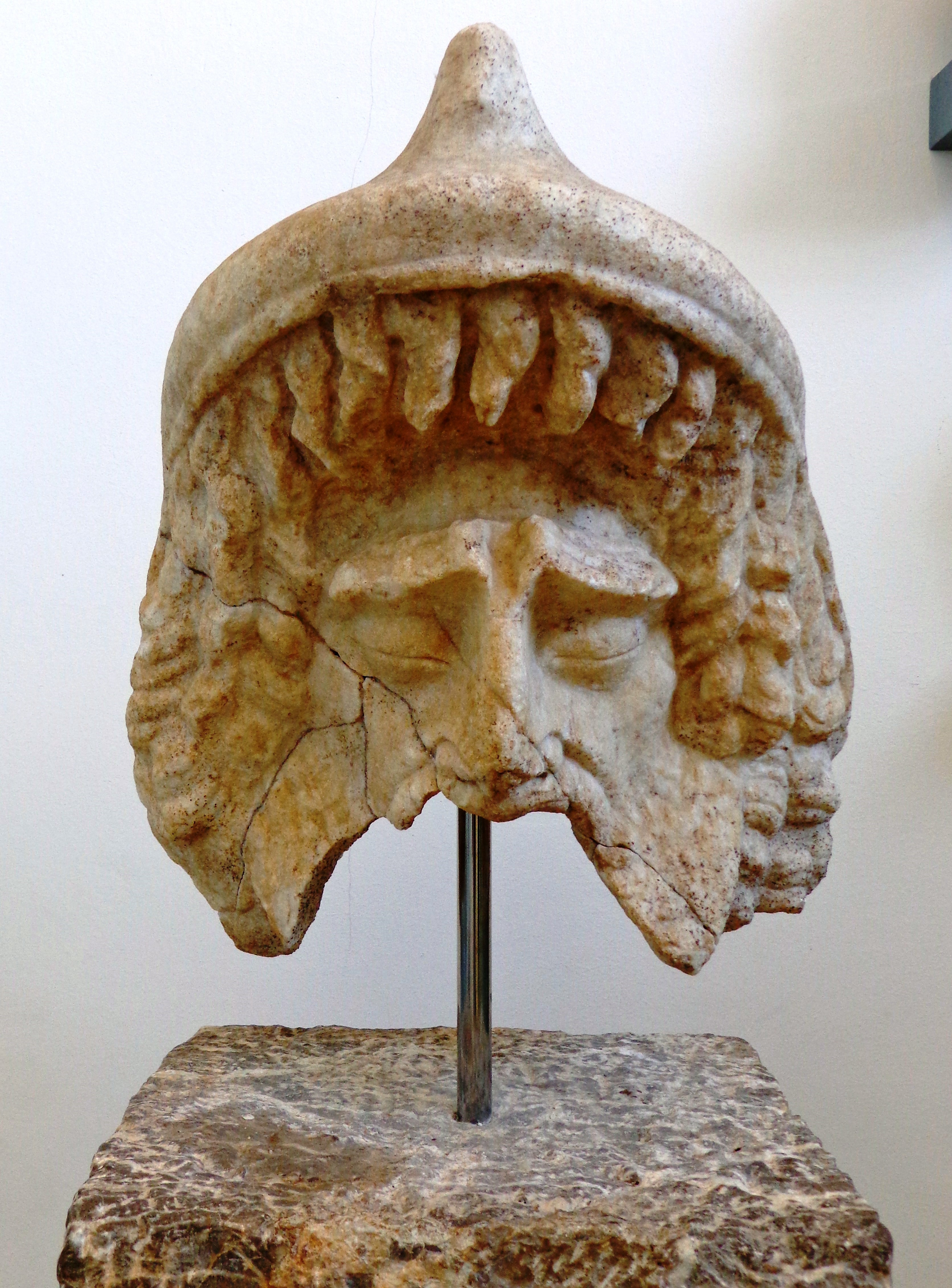
Maschera teatrale.

Nella zona archeologica sorge l'edificio dell'Antiquarium, suddiviso in cinque sale. Gli ambienti ospitano raccolte di epigrafi greche e romane, iscrizioni e cippi funerari, lastre tombali, mosaici, monete, medaglie, suppellettili d'uso quotidiano.
- Sala I: planimetrie e tabelloni esplicativi. Ospita il plastico ricostruttivo della scena ellenistica del teatro.
- Sala II: iscrizioni e marmi vari. Due statue frammentarie in marno raffiguranti Nikai (Vittorie) in volo, probabili acroteri di tempio, di prima età ellenistica. Grande riproduzione in marmo di maschera teatrale tragica di re Priamo di età imperiale romana, proveniente dall'edificio monumentale a gradoni di contrada Cercadenari.
- Sala III: grande testa in marmo dell'imperatore Ottaviano Augusto divinizzato del I secolo d.C. proveniente dall'area della basilica, statue onorarie in marmo di personaggi maschili togati di avanzata età imperiale romana.
- Sala IV: capitello corinzio fittile dal tablinum della casa C dell'insula IV, nelle vetrine sono esposte ceramiche varie di età greca e romana, provenienti da ambienti, cisterne e fognature della città.
- Sala V: ceramiche di impasto provenienti dall'insediamento preistorico della prima Età del Bronzo sottostanti il tablinum della casa C. Corredi tombali di età greca, ceramiche varie e terrecotte figurate, alcune di soggetto teatrale, come maschere e statuette. Materiali dalle case romane o dai relativi livelli di frequentazione urbana: suppellettili ceramiche varie, terrecotte figurate, frammenti di intonaci dipinti e stucchi con motivi ornamentali.

Francesco Ferrara, direttore delle Antichità nel 1814, documenta una Nike custodita nel museo archeologico regionale «Paolo Orsi» di Siracusa, una statua di Zeus (Zeus Horios o Iuppiter Terminus) nel museo archeologico regionale «Antonio Salinas» di Palermo, la statua raffigurante Giulia Mamea madre dell'imperatore Alessandro Severo e quella colossale dell'imperatore Publio Elio Traiano Adriano.

## Accessi
Per chi proviene in auto è consigliabile uscire al casello autostradale di  Falcone ,  lungo l'Autostrada Messina-Palermo percorrendo la  in direzione Palermo.
Tindari con la Sua Area Archeologica sono altresì raggiungibili in treno per la comoda vicinanza della stazione ferroviaria di Oliveri-Tindari al sentiero della Coda di Volpe posta a soli 800 metri.